# Journée internationale de la jeunesse
Ne doit pas être confondu avec Journées mondiales de la jeunesse.
La journée internationale de la jeunesse est une journée internationale célébrée dans le monde entier le 12 août.
Le 17 décembre 1999, l'Assemblée générale des Nations unies a approuvé la recommandation de la Conférence mondiale des ministres de la Jeunesse tendant à faire du 12 août la Journée internationale de la jeunesse. Elle a recommandé que des activités d'information soient organisées afin que cette journée contribue à mieux faire connaître, particulièrement auprès des jeunes, le Programme d'action mondial pour la jeunesse à l'horizon 2000 et au-delà, adopté par l'Assemblée générale en 1995.
L'objectif de cette journée est de promouvoir ou mieux de développer, entre autres, la conscience des jeunes en ce qui concerne le Programme d'action mondial pour la jeunesse à l'horizon 2000 et au-delà.
Ce programme s'étale sur dix domaines prioritaires :
- L'éducation
- L'emploi
- La famine et la pauvreté
- La santé
- L'environnement
- L'usage abusif des drogues et autres stupéfiants
- La délinquance juvénile
- Les loisirs sains
- Les filles et jeunes femmes
- La participation effective des jeunes dans la vie de la société et dans le processus de prise de décision.

## Événements associés
Chaque journée internationale de la jeunesse est associée à d'autres événements partout dans le monde. Parmi ces manifestations, on peut citer la conférence internationale de la jeunesse 2013, qui a eu lieu le 10 et le 11 août 2013, juste avant la journée internationale de la jeunesse. Elle a été organisée par YOUTHINK, Youth Exnora et le consulat général des États-Unis au Chennai.